# Menstruatie

Menstruatie cyclus

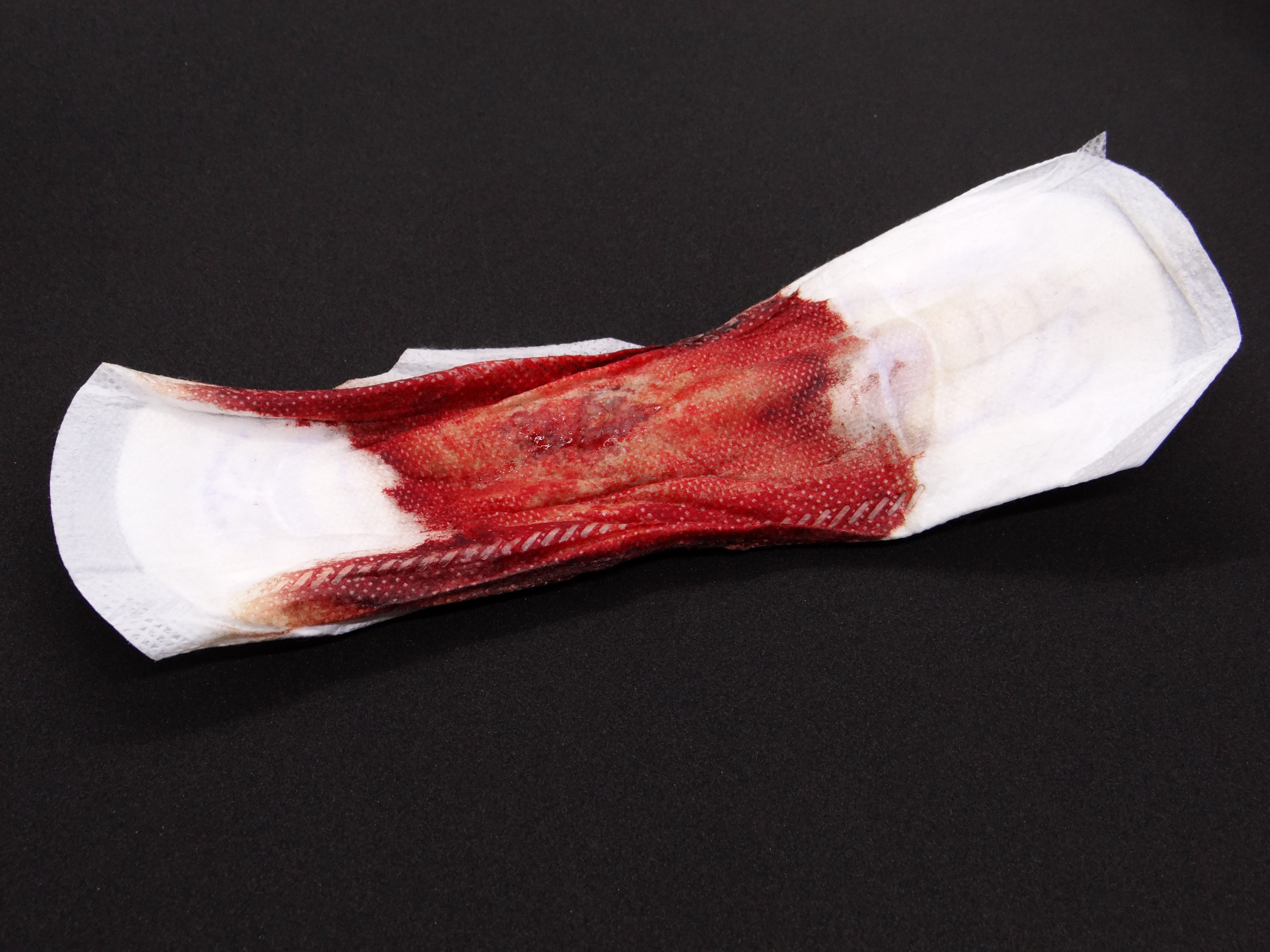
Menstruatiebloed op maandverband

De menstruatie (afkomstig van mensis, Latijn voor maand), ook wel ongesteldheid of maandstonde genoemd, is bij vrouwen in de vruchtbare leeftijd de maandelijkse periode van ongeveer een week waarin menstruatiebloed en slijm via de vagina wordt uitgescheiden als gevolg van het afstoten van een deel van het baarmoederslijmvlies (endometrium). Dit baarmoederslijmvlies wordt aan het begin van iedere menstruatiecyclus – direct na de vorige ongesteldheid – opgebouwd. Twee weken in de cyclus vindt een eisprong (ovulatie) plaats. Een bevruchte eicel kan zich dan in het baarmoederslijmvlies innestelen. Zonder de hormonen van dit embryo wordt het extra opgebouwde baarmoederslijmvlies weer afgebroken.
Menstruatiebloed bevat bloed en baarmoederslijmvlies (endometrium) en boodschappers van het afweersysteem, zoals afweercellen en signaalstoffen. De meeste vrouwen menstrueren twee tot tien dagen lang. Meestal is het bloedverlies de tweede dag het sterkst. Gemiddeld verliest men tijdens een menstruatie ongeveer 50 milliliter bloed. Het menstruatiebloed stolt niet doordat de baarmoederwand het enzym plasmine bevat dat bloedstolsels afbreekt. Door overvloedig of langdurig menstrueren kan bloedarmoede ontstaan.

## Eerste en laatste menstruatie
De meeste meisjes krijgen hun eerste menstruatie, ook wel menarche genoemd, als ze tussen elf en vijftien jaar oud zijn. De eerste menstruatie kan ook eerder of later optreden. In deze periode krijgen zij ook borsten, schaamhaar en okselhaar. De eerste menstruatie wordt voorafgegaan door een eisprong. Vanaf enkele dagen voor die eisprong kan een meisje zwanger raken. Zij is dan 'geslachtsrijp'. Tijdens de eerste paar jaar komt de menstruatie vaak onregelmatig. Vanaf het twintigste levensjaar hebben de meeste vrouwen een min of meer regelmatige menstruatie en ze krijgen hun laatste menstruatie, menopauze, tussen hun veertigste en zestigste levensjaar.

## Uitblijven menstruatie
Zwangerschap is de meest voorkomende reden voor het uitblijven van de menstruatie. Ook bij de menopauze blijft de menstruatie vaak in eerste instantie enkele malen uit en krijgt een onregelmatig patroon voordat zij helemaal stopt. Na een bevalling blijft de menstruatie bij sommige vrouwen tijdelijk uit als borstvoeding wordt gegeven. Andere oorzaken zijn onder andere ondergewicht, extreme en langdurige stress, of de leefstijlkeuzes die passen bij het beoefenen van topsport. Diverse medicijnen kunnen van invloed zijn op de cyclus: onder andere een hormonaal anticonceptiemiddel, maar ook chemotherapie, antidepressiva, anti-psychotica, anti-allergie medicatie en bloeddrukmedicijnen kunnen van invloed zijn. Het uitblijven van de menstruatie wordt, zowel in het geval van een zwangerschap als door andere oorzaken, amenorroe genoemd.
Wanneer de menstruatie een tijdje uitblijft (de vrouw is dan over tijd) kan door een zwangerschapstest worden vastgesteld of een zwangerschap is begonnen. Als een vrouw niet zwanger is, en er ook geen andere oorzaak is voor het wegblijven van de menstruatie, dan blijft een menstruatie meestal niet lang uit. Als de menstruatie begint, is de conclusie dat men niet zwanger is niet helemaal waterdicht; bij het innestelen van het embryo kan ook bloed vrijkomen dat voor de menstruatie kan worden aangezien. Deze zogenaamde innestelingsbloeding kan – mede doordat de duur en intensiteit van de menstruatie sterk kunnen verschillen van persoon tot persoon – lichter, zwaarder of gelijk aan de menstruatie zijn. Het is meestal een lichtere bloeding dan een normale menstruatie en zeker lichter dan de bloeding die kan optreden bij een miskraam.
In topsport werd het wegvallen van de menstruatie beschouwd als een normaal gevolg van de leefstijlkeuzes; bij sporten zoals wielrennen, waar een laag gewicht gunstig kan zijn, gold het zelfs als positief vanwege het verband met een laag vetpercentage: dan trainde je hard én was je zo licht mogelijk. In de jaren 2020 is dit beeld gaan kantelen, en bij EF Education-Oatly gold het terugbrengen van de menstruatie in 2023 als topprioriteit. Een topsporter die niet menstrueert zou volgens het team botdichtheid kunnen verliezen.

## Menstruatieklachten
Tijdens de menstruatie voelen de meeste vrouwen zich niet lekker. De meest voorkomende klachten zijn buikpijn en rugpijn die veroorzaakt worden door de sterke samentrekkingen van de baarmoeder. Ook komen andere klachten voor, zoals koud zweet, duizeligheid, misselijkheid, diarree en een opgeblazen gevoel. Tegen de pijn kan een pijnstiller zoals paracetamol of naproxen gebruikt worden.
In de dagen voor de menstruatie komt bij veel vrouwen zogeheten premenstrueel syndroom voor. Door sterke veranderingen in de hormoonspiegels in het lichaam kan hoofdpijn, spierpijn en prikkelbaarheid optreden. Ook kunnen de borsten wat opzwellen en gevoelig of pijnlijk zijn.
Een koperhoudend spiraaltje kan menstruatieklachten verergeren: de maandelijkse bloeding wordt heviger en/of pijnlijker. Hormonale anticonceptie vermindert doorgaans de klachten. Bij de prikpil, het etonogestrel implantatiestaafje, een hormoonspiraaltje of het zonder pauze doorslikken van de anticonceptiepil kan de menstruatie uitblijven.
Overmatig bloedverlies bij de menstruatie wordt menorragie of hypermenorroe genoemd.

## Menstruatieproducten
Tijdens de menstruatie dienen maandverband, tampons, een menstruatiecup, menstruatie-onderbroek of een inlegkruisje om het bloed op te vangen. Sommige vrouwen hebben zoveel bloedverlies dat ze meerdere producten tegelijk gebruiken, bijvoorbeeld een tampon en maandverband.
- Maandverband wordt buiten het lichaam gedragen door het zelfklevende verband in de onderbroek vast te plakken; bij sommige soorten maandverband zijn hiervoor ook extra zogenaamde 'vleugels' aanwezig. Een maandverband kan maar een beperkte hoeveelheid bloed opvangen en moet meerdere malen per dag (bijvoorbeeld iedere twee tot vier uur) vervangen worden. Bij te lang gebruik wanneer er sprake is van aanzienlijk bloedverlies kan een maandverband aan de onderkant doorlekken. Ook kan door het verschuiven van het maandverband bloed aan de zijkant van het maandverband doorlekken. Sommige vrouwen gebruiken tijdens de nacht dikker maandverband, vooral als de menstruatie zwaar is en er veel bloedverlies optreedt. Tijdens de laatste dagen van de menstruatie is het bloedverlies minder en kan ook een inlegkruisje gebruikt worden in plaats van het dikkere maandverband.

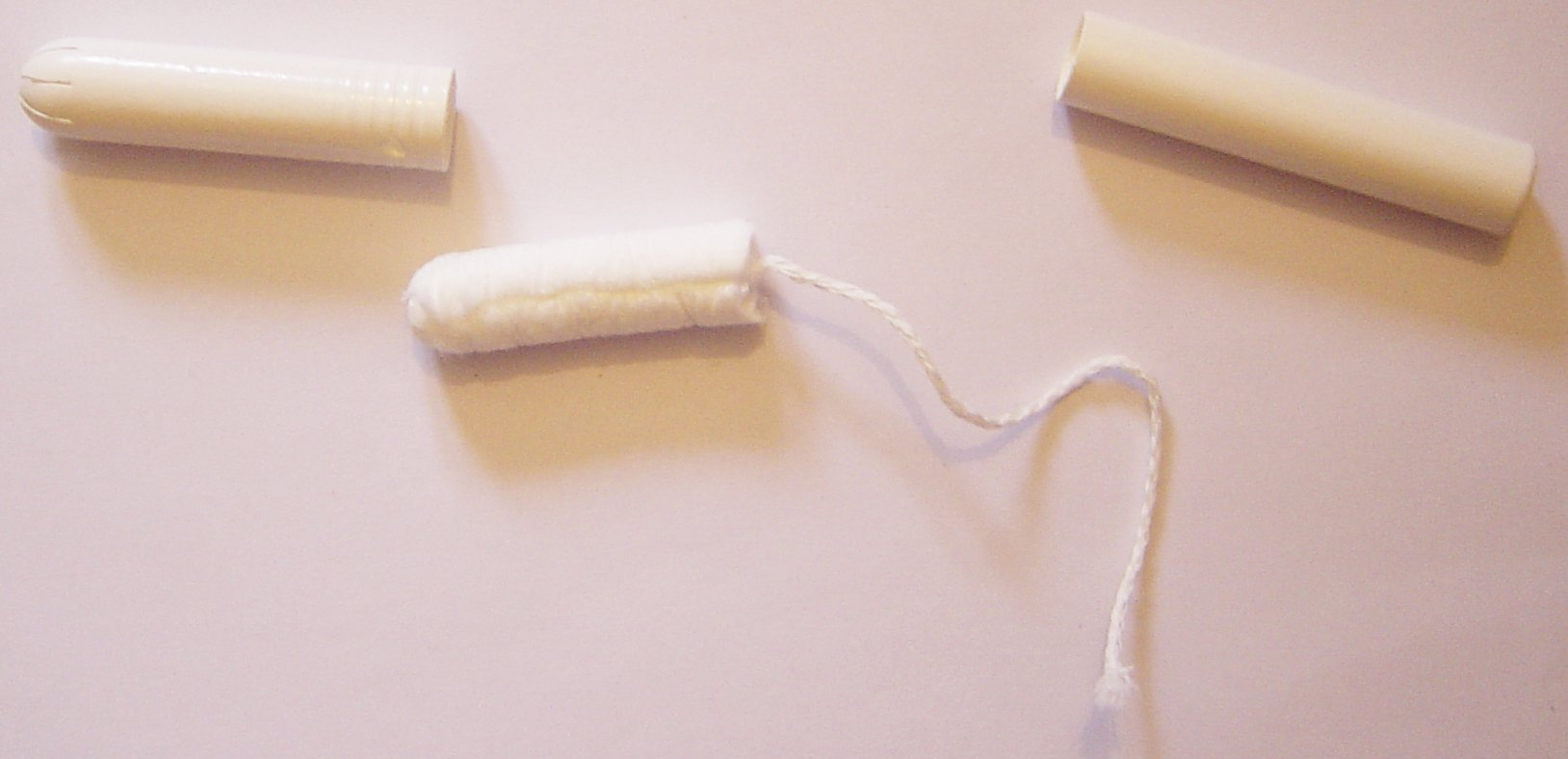
Tampon, in dit geval verwijderd uit de inbrenghuls. Er zijn ook tampons zonder inbrenghuls in de handel verkrijgbaar.

- Een tampon wordt inwendig gebruikt en in de vagina aangebracht. Sommige tampons hebben hiervoor een kartonnen applicator, inbrenghulp, waardoor je de tampon niet met je vingers in de vagina duwt. Tampons moeten meerdere malen per dag vervangen worden; de tampon heeft hiervoor een draadje. Sponstampons hebben geen draadje om de tampon weer uit de vagina te verwijderen; de vrouw doet dit meestal door de tampon inwendig met de vingers vast te pakken en de tampon naar buiten te trekken. Wanneer een tampon langere tijd in de vagina heeft gezeten kan dit de tamponziekte (ook wel toxischeshocksyndroom genoemd) tot gevolg hebben. Hieraan kan men in extreme gevallen zelfs overlijden.
- Een menstruatiecup is een herbruikbaar zacht kunststof kelkje dat tijdens de menstruatie in de vagina wordt ingebracht om het menstruatiebloed in op te vangen. Er zijn verschillende maten. Voor vrouwen die al vaginaal bevallen zijn of ouder dan 30 en voor vrouwen die nog niet vaginaal zijn bevallen.
- Een menstruatie-onderbroek is een onderbroek waarin het menstruatiebloed in verschillende ingenaaide lagen wordt opgevangen en geabsorbeerd.

## Seks tijdens de menstruatie
Seks tijdens de menstruatie is niet schadelijk of ongezond. Gezonde vrouwen die menstrueren hebben niet meer kans op seksueel overdraagbare aandoeningen of andere ziektes dan tijdens andere keren dat zij buiten de menstruatieperiode seks hebben. Alleen vrouwen die hiv-geïnfecteerd zijn hebben een grotere kans hiv te verspreiden tijdens de menstruatie. In dergelijke gevallen wordt bijvoorbeeld het gebruik van een beflapje en/of condoom aangeraden.
Uit onderzoek blijkt dat veel vrouwen een verhoogd libido (zin in seks) hebben tijdens de eisprong, gemiddeld veertien dagen voor de menstruatie. De vrouw is het vruchtbaarst in de dagen voor de eisprong. Ook tijdens de menstruatie kan er sprake zijn van een verhoogd libido door een verhoogde hoeveelheid progesteron. Seks en orgasme kunnen menstruatiekrampen verminderen. Doordat de baarmoeder aanzienlijk gevoeliger is voor aanraking, bijvoorbeeld door een penis, vingers of een seksspeeltje, kan dit pijnlijk zijn. Sommige vrouwen geven daarom dan de voorkeur aan masturbatie of niet-penetratieve seks zoals beffen of vingeren.
Ook het gevoel minder risico te lopen op een zwangerschap na seks tijdens de menstruatie wordt als reden gegeven dat men meer zin in seks heeft. Het is echter wel mogelijk zwanger te worden van seks tijdens de menstruatie; zaadcellen kunnen tot 7 dagen in de baarmoeder overleven. In combinatie met een zeer vroege eisprong kan dit leiden tot een zwangerschap.

## Taboes en religieuze gebruiken
Binnen verschillende religies en culturen bestaan regels of voorschriften die verbieden seks te hebben tijdens de menstruatie. Vaak gelden ook regels voor de hygiëne in deze periode. Een vrouw die menstrueert wordt dan als onrein gezien en moet soms in een menstruatiehut verblijven. Bij dergelijke gebruiken en stigma's is er sprake van een menstruatietaboe.
Diverse religies kennen rituelen in verband met de menstruatie. Zo zullen orthodox-joodse vrouwen een ritueel bad nemen in een mikwe na hun menstruatie en worden zij tijdens de menstruatie onrein geacht en mogen zij bijvoorbeeld geen geslachtsgemeenschap hebben. In de islam bestaat een soortgelijk ritueel en ondergaat een vrouw na de menstruatie een rituele wassing, ghoesl. In een inmiddels verboden Nepalese traditie moet men zich tijdens de menstruatie helemaal afzonderen. Dat wordt chhaupadi genoemd.

## Menstruatie bij andere zoogdieren
De menstruatie komt niet alleen voor bij mensen. Alle zoogdieren hebben een menstruatiecyclus. Bij de meeste zoogdieren wordt het endometrium als er geen zwangerschap ontstaat geabsorbeerd door de baarmoeder, waarbij geen externe bloeding optreedt. Alleen mensen, gorilla's, orang-oetans en een paar niet-primaten (Aziatische boom- en olifantsspitsmuizen, lemuren, vier soorten vleermuizen en stekelmuizen) menstrueren open (extern).